# José Julián Pérez de Echalar
José Julián Pérez de Echalar (Tarija, Alt Perú - actualment Bolívia, 1770 – Buenos Aires, Argentina agost del 1840) va ser un polític argentí que va participar en la Revolució de Maig i va ser membre de la Junta Grande i el Segon Triumvirat.

## Biografia
Es va llicenciar en dret a la Universitat de Charcas el 1796 i es va dedicar a l'advocacia a Tarija i Jujuy. Va donar suport a la Revolució de Maig al costat del seu amic Juan Ignacio Gorriti, i va reunir un cabildo obert que el va elegir diputat a la Junta Grande a Buenos Aires, incorporant-s'hi al desembre del 1810.
Va ser un dels pocs diputats de l'interior que es va oposar a Cornelio Saavedra i a Gregorio Funes, i es va unir al grup de Juan José Paso, intermedi entre el president i l'exsecretari Mariano Moreno. En produir-se la revolució d'abril del 1811, que va donar tot el poder a Saavedra i a Joaquín Campana, es va convertir en el cap de l'oposició a la Junta.
Va viatjar dos cops a Montevideo, com a ambaixador davant el virrei Francisco Javier de Elío, amb qui va pactar el control realista de la Banda Oriental i l'est d'Entre Ríos als realistes. A continuació va reunir als patriotes orientals per comunicar-los la notícia; va salvar la seva vida per molt poc, però igualment va ordenar a José Rondeau que aixequés el setge de Montevideo.
Va dirigir un cop d'Estat amb Feliciano Chiclana motiu pel qual van obligar a la Junta a nomenar el Primer Triumvirat. En va ser secretari juntament amb Bernardino Rivadavia. Més tard, potser arran de la sagnant repressió del presumpte complot de Martín de Álzaga, es va apartar del govern.
Va donar suport a la revolució d'octubre del 1812, que va portar al poder al Segon Triumvirat, i va ser diputat electe per Buenos Aires a l'Assemblea de l'any XIII. A l'abril d'aquest any es va incorporar al Triumvirat, reemplaçant al seu amic Paso. Es va associar a la Lògia Lautaro i va secundar els plans de Carlos María d'Alvear, inclosa la formació del Directori.
Quan Alvear va ser destituït a l'abril del 1815, va ser desterrat. Va tornar a Buenos Aires l'any següent i es va dedicar al comerç entre la capital i Tarija. No hi ha constància que tornés a participar en política, i quan la seva província natal es va incorporar a Bolívia ell es va quedar a Buenos Aires. El 1834 va ser internat a l'hospital públic d'aquesta ciutat, completament boig.